# All Mornin' Long
All Mornin' Long è un album di Red Garland con John Coltrane e Donald Byrd, pubblicato dalla Prestige Records nel 1958. Il disco fu registrato il 15 novembre 1957 al "Rudy Van Gelder Studio" di Hackensack, New Jersey (Stati Uniti).

## Tracce
Lato A
1. All Mornin' Long – 20:21 (Red Garland)

Lato B
1. They Can't Take That Away from Me – 10:28 (George Gershwin, Ira Gershwin)
2. Our Delight – 6:18 (Tadd Dameron)

## Musicisti
- Red Garland - pianoforte
- John Coltrane - sassofono tenore
- Donald Byrd - tromba
- George Joyner - contrabbasso
- Art Taylor - batteria